# Сеница (район)
Район Сеница (словац. Okres Senica) — район Трнавского края Словакии. Граничит с Чехией и Австрией.

## Население
| Год:                | 1994   | 2004    | 2014    | 2024    |
| ------------------- | ------ | ------- | ------- | ------- |
| Количество человек: | 60 540 | 60 843  | 60 725  | 58 776  |
| Разница:            |        | +0,50 % | −0,19 % | −3,20 % |

### Статистические данные (2001)
Национальный состав:
- Словаки — 97,2 %
- Чехи — 1,1 %
- Цыгане — 0,9 %

Конфессиональный состав:
- Католики — 70,1 %
- Лютеране — 12,0 %